# 畔柳恵輔
畔柳 恵輔（くろやなぎ けいすけ、1985年 - ）は、CMなどの演出を手がける日本の映像ディレクター。フリーランスで活動。

## 来歴
1985年、東京都墨田区生まれ。
2008年、武蔵野美術大学 映像学科 卒業。同年、電通テック企画演出部（現 電通クリエーティブ X）入社。
2014年、電通クリエーティブ X を退社後、 タイ・バンコクに4ヶ月、アメリカ・サンフランシスコに3ヶ月、 ドイツとスウェーデンを中心にヨーロッパに2ヶ月滞在し、現地の作家たちと映像を制作。
2015年、帰国後10 月より、フリーランスの映像ディレクターとして、国内外にて、 広告、ショートフィルム、ドキュメンタリー、ミュージックビデオを企画・演出している。
AD STARS 2017 フィルムクラフト部門の一次審査員を務め、韓国・釜山での展示会に参加。

## 主な受賞歴
- 2013 JAC リマーカブル・ディレクター・オブ・ザ・イヤー グランプリ
  - 「卒業生のことば」
- 2014 ADFEST（アジア太平洋広告祭）Short Film by Fabulous Four 選出
  - 「DEADS」
- 2016 日本民間放送連盟賞 テレビ CM 部門 優秀賞
  - 「堀川、ヤバくない?」
- 2016 ACC シルバー&地域賞（北陸・中部）
  - 「堀川、ヤバくない?」
- 2016 ACC シルバー 「TALK with ATM」
- 2017 日本民間放送連盟賞 テレビ CM 部門 優秀賞
  - 「この性を生きる。」
- 2017 ACC ゴールド
  - 「この性を生きる。」
- 2017 第54回 ギャラクシー賞 CM 部門 選奨 「堀川、ヤバくない?」
- 2017 ADFEST（アジア太平洋広告祭）FILM CRAFT LOTUS ゴールド
  - 「いざこざ」
- 2018 ADFEST（アジア太平洋広告祭）FILM LOTUS ブロンズ
  - 「マッハ動画/マッハ洗車」
- 2019 「2019 59th ACC TOKYO CREATIVITY AWARDS」メディアクリエイティブ部門 総務大臣賞／ACCグランプリ[2][3][4]。
  - 『恋より好きじゃ、ダメですか?』

## 主な仕事

### CM
- 2016 WAVE RIDER 20 TVCM
- 2016 東海テレビ 報道局のキャンペーンCM 「堀川、ヤバくない？」篇
- 2016 武蔵野銀行の企業TVCM「TALK with ATM」篇
- 2017 日清チキンラーメンTVCM「0秒チキンラーメン」篇
- 2017 マッハバイト　バンパーCM「マッハ動画/マッハ洗車」篇
- 2017 東海テレビ　ドキュメンタリーCM「この性を生きる」篇
- 2017 サッカーW杯ロシア大会 アジア最終予選 日本vsオーストラリア 「突パ」篇
- 2017 日清チキンラーメンTVCM「はじめての景色」篇
- 2017 東海テレビ ドキュメンタリーCM 「この性を生きる。」篇
- 2017 チキンラーメン「しろたま安全ビデオ」篇
- 2017 チキンラーメン「しろたま警察24時」篇
- 2017「ソード・オブ・デスティニー」WEBCM「いざこざ」篇
- 2017 ファミマTカード（Visaデビット付キャッシュカード）WEB ムービー
  - 第1弾「言い訳女子、小宮有紗！」篇
  - 第2弾「プロレス雑誌の言い訳」
  - 第3弾「ホワイトデーの言い訳」
- 2018 高橋酒造“キンハイ・ギンハイ”
  - 第1弾「登場」篇
  - 第2弾「AI」篇
  - 第3弾「SNS映え」篇
  - 第4弾「恋するヒーロー」篇
  - 第5弾「帰省するヒーロー」篇
- 2018 『ポケットモンスター Let's Go! ピカチュウ・Let's Go! イーブイ』 TVCM
  - 「おじいちゃんもポケモン仲間」篇
  - 「お父さんもポケモン仲間」篇
- 2018 敷島製パン株式会社（Pasco）超熟 20th記念キッチンカーサプライズ　「出張パンの料理人」　1〜4
- 2018 AGAヘアクリニック「料金表子 AGAはヘアクリ」篇
- 2018 Ghanaアイス「浜辺さん」篇、「久間田さん」篇、「山田さん」篇　（出演：浜辺美波・久間田琳加・山田杏奈）
- 2018 日清ヨーク やさしい十勝 のむヨーグルト「リニューアル家族」
  - 主題歌：CHEMISTRY「13ヶ月」（Sony Music Associated Records）
  - （出演：関幸治・小林涼子・横山歩・松下美優・篠原トオル）

### ドラマ
- 2018　日清ヨーク やさしい十勝のむヨーグルト プレゼンツWEBドラマ『リニューアル家族』（2018年4月16日、YouTube）[5]
- 2018　Hulu独占配信中のドラマ『うつヌケ』　9月29日配信開始
  - （出演：田中直樹）
- 2019 『恋より好きじゃ、ダメですか?』（2019年4月3日 - 9月21日、RCCテレビ）[6]
- 2025 『ススキノ・インターン〜マーケ学生ユキナの、スナック立て直し記〜』（2025年3月23日 - 3月31日、北海道テレビ放送）

### ミュージックビデオ
- 高田夏帆「大航海2020 〜恋より好きじゃ、ダメですか?ver.〜」（2019年）[7]

### 作品展
- 2016 KHONPLEAKNAA / STRANGER / FREMDER @HOTEL GRAPHY NEZU 海外滞在中に1日1本1分間の路上観察映像を撮影したプロジェクトの展示上映

### 舞台
- 2019 2月　ハイチーズ 千本桜記念　「はなしにならない」